# 曹永
| 姓名       | 曹永             |
| 出身地     | -                |
| 職官       | 将（曹仁の部将） |
| 主君       | 曹操             |
| 家族・一族 | -                |

曹 永（そう えい）は、中国の通俗歴史小説『三国志演義』に登場する架空の人物。
魏の曹仁の部将として登場。同じ曹姓だが関係は不明。潼関の戦いで馬超・韓遂軍と戦い、渭南で落とし穴の罠に掛かった韓遂達を討ち取ろうと出て来たが、龐徳に討ち取られる。